# 德古拉3D
《德古拉3D》（英語：Dracula 3D）是一部2012年吸血鬼恐怖電影，由達利歐·阿基多聯合編劇和導演，托马斯·克莱舒曼、魯格·豪爾、瑪塔·加絲蒂妮和尤納克斯·阿高德主演。該片由義大利、西班牙和法國聯合製作，是阿基多的首部3D電影。克莱舒曼飾演德古拉；後來他在布達佩斯拍攝的電視劇《德古拉》中飾演亞伯拉罕·范海辛。

## 剧情
沃普尔吉斯之夜，在喀尔巴阡山脉脚下帕索博尔戈村附近的树林里，一对年轻恋人塔尼亚和米洛什秘密幽会并做爱。一番争吵过后，塔尼亚摘下了米洛什送给她的十字架。在回家的路上，塔尼亚被一只超自然的猫头鹰追杀。一段时间后，受雇于当地貴族德古拉伯爵的年轻圖書館員乔纳森·哈克来到村子。塔尼亚的尸体神秘地从墓地消失了。与此同时，哈克在前往德古拉伯爵的城堡之前，趁机拜访了妻子米娜最好的朋友，也就是当地市长的女儿露西·基斯林格。
到达城堡后，迎接哈克的是复活为吸血鬼的塔尼亚，她一开始就想要勾引哈克，但是德古拉的突然出现打断了他们。德古拉带哈克看了他要编目的图书馆。第二天晚上，塔尼亚烧毁了哈克妻子米娜的照片，再次想要勾引并咬哈克。她在哈克面前脱掉了衣服，但愤怒的德古拉阻止了她，把她抛到了房间的另一头。德古拉咬了哈克的脖子，但还是让他活了下来。与此同时，德古拉去牢房探望雷菲爾，把他从锁链中解放出来；雷菲爾认德古拉当他的“主人”。当晚，哈克瞥见德古拉以非自然方式爬上了城堡的外墙。第二天，虚弱但仍有意识的哈克想要逃跑，但他刚一出城堡，就有一只带着白锁的大狼变成了德古拉，对他发起了野蛮的攻击。
与此同时，哈克的妻子米娜来到村子，在她最亲爱的朋友露西·基斯林格家做了几天客。第二天，米娜因担心丈夫而来到德古拉伯爵的城堡。他们的相遇让她忘记了这次到访时发生的一切。她完全被伯爵所控制；是伯爵精心策划了导致他们相遇的这些事件；原来，米娜长得和他心爱的多林根·德格拉茨一模一样，她在几个世纪前就去世了。
回到基斯林格家后，米娜得知了好友露西的死讯。一连串如此奇怪而戏剧性的事件吸引来了范海辛，他是研究吸血鬼和消灭吸血鬼技术的专家。范海辛了解情况后，决定迅速采取行动，准备好对付吸血鬼所需的工具。他检查了露西的地下聖堂，发现里面空无一物，然后杀死了想要攻击米娜的不死露西。然后，他直奔邪恶的中心——德古拉伯爵的城堡。
与此同时，德古拉来到村子里，杀死了聚集在酒馆里密谋背叛他的一群人。这时，城堡里的范海辛终于杀死了塔尼亚、雷菲爾和现已不死的哈克。德古拉一心想与心爱的妻子团聚，他带着被彻底催眠的米娜来到城堡，不知范海辛已经在那里等着了。他决定与邪恶的敌人展开一场殊死搏斗。在搏斗中，范海辛丢失了装有涂有大蒜的银弹的枪，但米娜摆脱了德古拉的魔咒，捡起了枪，用它杀死了德古拉。特制的銀色子彈将德古拉化为灰烬，米娜一瘸一拐地走出了墳場，范海辛也跟了出来。然而，在他们离开之后，德古拉的灵魂将灰烬升到空中，然后結合在一起，变成一只大狼，向前跃去。

## 演员
- 托马斯·克莱舒曼 饰 德古拉
- 魯格·豪爾 饰 亞伯拉罕·范海辛
- 瑪塔·加絲蒂妮（英语：Marta Gastini） 饰 米娜（英语：Mina Harker）
- 艾莎·阿基多 饰 露西·基斯林格
- 尤納克斯·阿高德（英语：Unax Ugalde） 饰 乔纳森·哈克（英语：Jonathan Harker）
- 米麗安·喬瓦內利（英语：Miriam Giovanelli） 饰 塔尼亚（英语：Brides of Dracula）
- 喬瓦尼·弗朗佐尼 饰 雷菲爾（英语：Renfield）